# Luca Rossi
Luca Rossi (Verona, 27 ottobre 1969) è un fumettista italiano, disegnatore per il mensile "Dampyr" edito da Sergio Bonelli Editore.
Ha esordito collaborando alla testata Gordon Link della Dardo e Demon Hunter della Xenia.
Ha curato la grafica e la realizzazione delle copertine della serie Ironheart, edita nel 1995 da il Marchio Giallo.
Realizza su sceneggiatura di Alberto Conte due volumi editi da Magic Press: "U.S.S." (edito nel 2005) e "L'ultimo della lista" (edito nel 2006)
È dal 2007 il disegnatore principale della testata DC/VERTIGO "House of Mystery".
| Controllo di autorità | VIAF (EN) 61879601 · ISNI (EN) 0000 0001 1065 9237 · SBN CFIV165936 · LCCN (EN) n2010002034 · GND (DE) 110370619 · BNF (FR) cb15724309c (data) · J9U (EN, HE) 987012501082505171 |